# 36氪
36氪（英語：36Kr, NASDAQ：KRKR）全称是北京多氪信息科技有限公司，是一家科技與財經的新媒體。主要介绍Web 2.0和万维网科技，并提供科技以及新兴互联网公司訊息，评论和市場分析。

## 历史
2010年创建于北京，2012年5月27日中国中央电视台新闻联播《创业服务业：新业态迸发新活力》里介绍了36氪等多家创业服务机构。
2013年创业服务平台36氪+上线，为创业者提供融资、报道及创业项目数据库等服务。
2014年，36氪在北京中关村创业大街成立创业孵化器“氪空间”，为创业团队提供融资、办公场地、法务税务咨询、公司对接、工商注册对接等服务。
2015年，36氪推出融资平台，同年6月，股权投资平台正式上线。同年10月，36氪宣布完成D轮融资，由蚂蚁金服领投。
2019年11月8日成功在纳斯达克交易所挂牌上市。

## 争议
2014年1月，TechCrunch中文网发表文章指责36氪的侵权行为，称其未经许可便翻译TechCrunch的文章，甚至对文章内容进行更改，误导读者；该事件引发话题，其也从具有误导性的「TC中国」更名为「36氪」。因搬运TechCrunch的形象深入人心，香港南华早报亦在报道中以“China's equivalent to TechCrunch”称呼。